# Жилинська сільська рада (Бузулуцький район)
Жи́линська сільська рада (рос. Жилинский сельский совет) — сільське поселення у складі Бузулуцького району Оренбурзької області Росії.
Адміністративний центр — село Жилинка.

## Населення
Населення — 514 осіб (2019; 589 в 2010, 742 у 2002).

## Склад
До складу сільської ради входять:
| Населений пункт       | Населення, осіб (2002) | Населення, осіб (2010) |
| --------------------- | ---------------------- | ---------------------- |
| Балімовка, присілок   | 20                     | 10                     |
| Жилинка, село         | 445                    | 344                    |
| Козаковка, присілок   | 198                    | 150                    |
| Мордовський, селище   | 43                     | 48                     |
| Новий Городок, селище | 36                     | 37                     |